# Dalazi (köpinghuvudort i Kina, Jilin Sheng, lat 42,64, long 129,56)
Dalazi är en köpinghuvudort i Kina. Den ligger i provinsen Jilin, i den nordöstra delen av landet, omkring 380 kilometer öster om provinshuvudstaden Changchun. Antalet invånare är 13 850. Befolkningen består av 6 616 kvinnor och 7 234 män. Barn under 15 år utgör 5,0 %, vuxna 15-64 år 82 %, och äldre över 65 år 12,0 %.
Runt Dalazi är det ganska tätbefolkat, med 67 invånare per kvadratkilometer. Närmaste större samhälle är Longjing, 18,5 km nordväst om Dalazi. I omgivningarna runt Dalazi växer i huvudsak lövfällande lövskog.
Genomsnittlig årsnederbörd är 967 millimeter. Den regnigaste månaden är juli, med i genomsnitt 216 mm nederbörd, och den torraste är januari, med 9 mm nederbörd.